# Leporinus latofasciatus
Leporinus latofasciatus är en fiskart som beskrevs av Steindachner, 1910. Leporinus latofasciatus ingår i släktet Leporinus och familjen Anostomidae. Inga underarter finns listade i Catalogue of Life.